# Fornells Park (jaciment)
Fornells Park és un jaciment del Paleolític superior al veïnat de Fornells Park a Fornells de la Selva (Gironès), inclòs a l'Inventari del Patrimoni Arqueològic i Paleontològic de Catalunya.
Es troba al talús obert del ferrocarril. Els materials correspondrien a un assentament a l'aire lliure d'època paleolítica.
Estratigràficament, el material arqueològic es trobà al talús obert per la trinxera del ferrocarril, i correspondria a un assentament a l'aire lliure d'època paleolítica que, segons sembla, es trobava in situ. S'hi ha descobert sis eines sobre quars.
Va ser descobert, documentat i prospectat l'any 1980 per membres de l'Associació Arqueològica de Girona.
La construcció de fàbriques i magatzems a la zona, així com el teixit de conductes per l'abastament d'aigua a la Costa Brava, expliquen la mala conservació del material.